# Bernard II de Poitiers
Pour les articles homonymes, voir Bernard de Poitiers et Bernard II.
Bernard II († février 844) dit le Poitevin, est un comte de Poitiers de 840 à 844, probablement de la famille des Guilhelmides.

## Biographie
Son ascendance est incertaine. Les seules certitudes sont qu'il est frère de Turpion († 863), comte d'Angoulême, et d'Émenon († 866), comte de Poitiers. Il est probablement issu de la famille des Guilhelmides. Les hypothèses relatives à son ascendance sont exposées dans l'article sur Émenon de Poitiers.
Selon le chroniqueur Adémar de Chabannes (v. 989 † 1034), il résidait à Poitiers en 839 lorsque son frère, le comte Émenon de Poitiers en fut chassé par l'empereur Louis le Pieux. En effet, l'année précédente, à la mort du roi Pépin Ier d'Aquitaine, l'empereur avait confié le royaume d'Aquitaine à son dernier fils Charles. Émenon s'était révolté en soutenant les droits de Pépin II, le fils de Pépin Ier. Pendant qu'Émenon trouve refuge auprès de son frère Turpion, comte d'Angoulême, Bernard se rend auprès de Renaud, comte d'Herbauges.
Adémar de Chabannes le qualifie de comes pictavinus, mais on ne sait pas trop comment interpréter cette information : doit-on lire « Bernard le Poitevin, comte » ou « Bernard, comte de Poitiers » ? Renaud d'Herbauges, chez qui Bernard s'est réfugié, est un partisan de Louis le Pieux, puis de son fils Charles le Chauve. En 840, Émenon fait sa soumission, et il n'est pas impossible que Bernard se soit également soumis. À la mort de Louis le Pieux, survenue le 20 juin 840, ses trois fils s'affrontent pour se partager l'empire, et Pépin II en profite pour revendiquer l'Aquitaine. Il tente de s'emparer une première fois de Poitiers, assiège la ville qui résiste, sous la conduite de l'évêque Ebroïn, et doit fuir devant l'armée de secours conduite par Charles le Chauve. En 839, Louis le Pieux avait nommé Ramnulf Ier comme comte de Poitiers en remplacement d'Émenon, mais il est possible que Bernard le Poitevin l'ait été l'année suivante. Si c'est bien le cas, on ignore le roi qui le nomma, entre Pépin II, pour récompenser un fidèle, ou Charles le Chauve, pour se concilier sa famille. Dans les faits, ni Ramnulf ni Bernard n'occupent Poitiers, qui est administré par Ebroïn.
Ce qui est sûr c'est qu'il combat aux côtés de Renaud, comte d'Herbauges et de Nantes contre Lambert, fils de Lambert Ier précédent comte de Nantes, révolté contre Charles le Chauve. Renaud meurt en 843 et son fils Hervé et Bernard continuent le combat contre Lambert, mais sont tués dans un combat contre Lambert en février 844,.

## Postérité
Son épouse n'est connue que par la bulle d'excommunication fulminée par le pape Jean VIII contre Bernard de Gothie qui précise « Bernardum filium Bernardi et Belihildis ». L'Historia Inventionis Sanctii Baudelli signale que son fils Bernard de Gothie avait un oncle nommé Gauzlin qui avait été abbé, puis évêque. Cet oncle est identifié à Gauzlin du Maine (866), abbé de plusieurs monastères dont Jumièges, Saint-Germain-des-Prés et Saint-Denis, puis évêque de Paris, fils de Rorgon Ier, comte du Maine, et de son épouse Bilchide, lesquels seraient les parents de Bilchide, l'épouse de Bernard.
Bernard et Bilchilde ont donné naissance à :
- Bernard de Gothie († ap 879), marquis de Septimanie, et comte de Berry et d'Autun de 876 à 879 ;
- Émenon.